# Mahinda V
Mahinda V est le dernier roi du royaume d'Anuradhapura, dans l'actuel Sri Lanka vers 981 à 1017.

## Biographie
Le prince Udaya fils cadet du roi Mahinda IV, succède à son frère Sena V mort prématurément, sous le nom royal de Mahinda V. Le nouveau roi qui règne à Anuradhapura gouverne dans des conditions difficiles car la cité est pleine d'étrangers originaires du sud de l'Inde recrutés dans les armées de son frère. Dans la 12e année de son règne les finances du royaume sont plus bas et le roi est dans l'incapacité de payer la solde ses mercenaires Malabars qui se révoltent. Mahinda se réfugie au Ruhuna abandonnant le cœur du royaume  aux Malabars.
Cette situation offre une excellent opportunité entre 1001/2-1004/5 au grand roi  Rajaraja de l'Empire chola pour intervenir dans le royaume qu'il conquiert en quasi-totalité ne laissant libre qu'une partie du sud de l'île aux mains des Cinghalais . En 1017, Rajendra Chola Ier achève la conquête de Ceylan et capture Mahinda V lui-même avec sa couronne ses joyaux et les attributs de la royauté Pandyan. Le Sri Lanka devient une province de l'Empire chola et Polonnaruwa est rebaptisée Jananatha pura. C'est à cette période que de nombreux sanctuaires hindous sont érigés dans la cité. L'ex roi Mahinda V meurt en 1029 captif et déporté dans le sud de l'Inde.

### Source historique
- Culavamsa, récits en pali de l'histoire du Sri Lanka du IVe siècle à la chute du royaume de Kandy en 1815.